# National Football League 1935
La stagione NFL 1935 fu la 16ª stagione sportiva della National Football League, la massima lega professionistica statunitense di football americano. La stagione iniziò il 13 settembre 1935 e si concluse con la finale del campionato che si disputò il 15 dicembre allo stadio dell'Università di Detroit  e che vide la vittoria dei Detroit Lions sui New York Giants per 26 a 7.

## Modifiche alle regole
- Venne deciso di spostare le hashmarks più vicine al centro del campo, a 15 iarde dalle linee laterali.

## Stagione regolare
La stagione regolare si svolse in 12 giornate, iniziò il 13 settembre e terminò l'8 dicembre 1935.

### Risultati della stagione regolare
- V = Vittorie, S = Sconfitte, P = Pareggi, PCT = Percentuale di vittorie, PF = Punti Fatti, PS = Punti Subiti
- Nota: nelle stagioni precedenti al 1972 i pareggi non venivano conteggiati nel calcolo della percentuale di vittorie.

| Eastern Division    |   |   |   |     |     |     |
| Squadra             | V | S | P | PCT | PF  | PS  |
| New York Giants     | 9 | 3 | 0 | 750 | 180 | 96  |
| Brooklyn Dodgers    | 5 | 6 | 1 | 455 | 90  | 141 |
| Pittsburgh Pirates  | 4 | 8 | 0 | 333 | 100 | 209 |
| Boston Redskins     | 2 | 8 | 1 | 200 | 65  | 123 |
| Philadelphia Eagles | 2 | 9 | 0 | 182 | 60  | 179 |

| Western Division  |   |   |   |     |     |     |
| Squadra           | V | S | P | PCT | PF  | PS  |
| Detroit Lions     | 7 | 3 | 2 | 700 | 191 | 111 |
| Green Bay Packers | 8 | 4 | 0 | 667 | 181 | 96  |
| Chicago Bears     | 6 | 4 | 2 | 600 | 192 | 106 |
| Chicago Cardinals | 6 | 4 | 2 | 600 | 99  | 97  |

NotaGli Eagles e i Redskins giocarono 11 partite anziché 12 a causa dell'annullamento per maltempo del loro incontro.

## La finale
La finale del campionato si disputò il 15 dicembre allo stadio dell'Università di Detroit e vide la vittoria dei Detroit Lions sui New York Giants per 26 a 7.

## Vincitore
| Vincitori del campionato NFL 1935 Detroit Lions 1º titolo |